# Ingeborg Küster
Ingeborg Küster (* 17. Mai 1909 in Barmen, jetzt Wuppertal; † 2004) war eine deutsche Journalistin und Redakteurin und gehörte zu den führenden Frauen in der Westdeutschen Frauenfriedensbewegung der 1950er und 1960er Jahre.

## Leben
Ingeborg Küster wurde 1909 als Ingeborg Andreas in Barmen geboren, wo sie zunächst aufwuchs. Mit ihrer Mutter, der Großmutter und drei Geschwistern zog sie in die Heide bei Hamburg. Ihr Vater Franz Andreas arbeitete als städtischer Ingenieur in Barmen, bis er im Jahr 1921 einen Unfall erlitt, der zu seiner Pensionierung führte. Danach zog auch er nach Norddeutschland und wurde Parteisekretär der SPD für den Bezirk Niederelbe. Er war außerdem als Gemeindevorsteher von Altkloster, einem Ortsteil von Buxtehude, tätig. In ihrem Elternhaus wurde Ingeborg Andreas früh pazifistisch geprägt.
In Hamburg besuchte sie das Lyzeum, bis sie im Alter von 14 Jahren ihre erste Arbeitsstelle in einer Papierfabrik antrat, um im Büro zu arbeiten. Es folgte fünf Jahre später ihr Umzug nach Wiesbaden. Dort arbeitete sie in der Redaktion der pazifistischen Zeitung Die Menschheit. Diese Stelle verließ sie nach einem Jahr, um in Berlin Sekretärin von Fritz Küster, dem Vorsitzenden der Deutschen Friedensgesellschaft, zu werden. Ab 1931 arbeitete sie für Küster auch in der Redaktion der Wochenzeitschrift Das Andere Deutschland mit, die Küster herausgab. Zusätzlich besuchte sie als Gasthörerin Vorlesungen an der Hochschule für Politik.
Nach der Verhaftung von Fritz Küster und der Auflösung des Büros der Deutschen Friedensgesellschaft durch die Nationalsozialisten war Ingeborg Andreas für verschiedene Arbeitgeber tätig. Unter anderem arbeitete sie für die Allianz Versicherung. Gleichzeitig engagierte sie sich für die Freilassung Küsters, den sie liebte. Küster wurde in verschiedenen Gefängnissen und Konzentrationslagern interniert. Er war im KZ Oranienburg und im KZ Buchenwald gefangen. Im KZ Oranienburg verlobte sie sich 1934 mit Küster. Dank der Hilfe der pazifistischen nichtstaatlichen Organisation War Resisters’ International erreichte Andreas seine Freilassung aus Buchenwald und am 17. Dezember 1938 heiratete sie Fritz Küster. Im Jahr 1939 wurde die Tochter Lore und 1944 der Sohn John-Christoph geboren.

## Wirken
Nach dem Ende des Zweiten Weltkriegs und des Nationalsozialismus konnte Küster in Hannover den Fritz-Küster-Verlag gründen. Bis zur Währungsreform im Jahr 1948 war der Verlag sehr erfolgreich. Zu dieser Zeit litt Ingeborg Küster an einer schweren Hüfterkrankung und aufgrund der professionellen Organisation des Verlages war sie in dieser Zeit auf die Familie und die Kinder reduziert, auch als Redakteurin gehörte sie dem Alltagsgeschäft nicht an. Frauen hatten zunächst keinen Platz in einer leitenden Funktion. Durch die Währungsreform im Jahr 1948 wurde der Verlag in kurzer Zeit zahlungsunfähig und nun war auch ihre Arbeit als Redakteurin wieder von Bedeutung. Ihr Hüftleiden hatte sie auskuriert und konnte sich so einer Tätigkeit als Journalistin und Redakteurin widmen.
Ingeborg Küster war die Frauenfriedensbewegung unbekannt und sie wollte zunächst nicht im Jahr 1951 am „Kongress der Frauen und Mütter für den Frieden“ in Velbert teilnehmen. Dennoch nahm sie am Kongress teil und schnell identifizierte sie sich mit dem Gedanken, Frauen, die vormals Kriegsgegnerinnen waren, zusammenzuführen und als Gegnerinnen der Remilitarisierung zur aktiven Mitarbeit zu motivieren. Danach arbeitete sie als Ansprechperson für niedersächsische Frauen und wurde zur Hauptorganisatorin des nächsten Kongresses, der am 2. Dezember 1951 in Cuxhaven stattfinden sollte. Er wurde jedoch kurz vor dem Tagungsdatum vom zuständigen Regierungspräsidenten abgesagt und die Polizei ließ viele Teilnehmerinnen nicht zum Veranstaltungsort durch. Einige, zu denen auch Ingeborg Küster gehörten, wurden abgeführt und polizeilich vernommen.
Küster wurde nach diesen Erlebnissen zu einer der Gründerinnen der Westdeutschen Frauenfriedensbewegung und gehörte ihr bis zur Auflösung im Jahr 1974 als Mitglied der geschäftsführenden Leitung und des Präsidiums an. In dieser Funktion hielt sie Vorträge auf Veranstaltungen, auch in den Staaten, die zum damaligen Ostblock gehörten. Sie pflegte internationale Kontakte zu Frauenorganisationen und schrieb Artikel für die monatlich im Fritz-Küster-Verlag erscheinende Zeitschrift Frau und Frieden, deren Redaktion sie von 1952 bis 1974 angehörte.
Nachdem Fritz Küster 1958 einen Schlaganfall erlitten hatte, übernahm sie die Leitung des Fritz-Küster-Verlags. Ab 1960 engagierte sie sich in der Partei Deutsche Friedens-Union. Für diese kandidierte sie 1965 für den Deutschen Bundestag. Gemeinsam mit Elly Steinmann und Alma Kettig gründete sie nach der Auflösung der Westdeutschen Frauenfriedensbewegung Mitte der 1970er Jahre die Demokratische Fraueninitiative.
Ingeborg Küster starb 2004. Ihr Nachlass befindet sich im Archiv der deutschen Frauenbewegung.

## Auszeichnungen
- 1974 Carl-von-Ossietzky-Medaille des Friedensrates der DDR
- 1989 Joliot-Curie-Medaille in Gold